# Пол, Ник
Ник Пол (англ. Nick Paul; род. 20 марта 1995, Миссиссога, Онтарио) — канадский хоккеист, левый нападающий. Игрок клуба НХЛ «Тампа-Бэй Лайтнинг» и сборной Канады, чемпион мира 2021 года (автор «золотого гола» в финале) и чемпион мира среди молодёжи 2015 года.

## Биография
Родился в 1995 году в Миссиссоге (Онтарио). В детских хоккейных лигах играл за команды «Миссиссога Сенаторз» и «Миссиссога Репс»; во время выступления за последних не достигал высоких статистических показателей (14 голов и 22 очка по системе «гол плюс пас» в 38 матчах в сезоне 2011/12), но сосредоточился на совершенствовании игровых навыков с использованием мощного телосложения. Несмотря на это, принял участие в матче всех звёзд Хоккейной лиги Большого Торонто 2012 года и был признан самым ценным игроком этого матча. Также забил 3 гола и сделал 2 результативных передачи в 9 матчах за команду «Миссиссога Чарджерс», выступавшую в Младшей хоккейной лиге Онтарио.
В драфте OHL 2012 года выбран в 5-м раунде клубом «Брамптон Батталион». В дебютном сезоне Пол набрал 28 очков по системе «гол плюс пас» в 66 играх (в том числе 12 голов), что обеспечило ему по итога года место в драфте НХЛ 2013 года. Там он был выбран в 4-м раунде под общим 101-м номером клубом «Даллас Старз», но весь продолжал играть в «Батталион» ещё два сезона, вместе с командой переехав в Норт-Бей. Во втором сезоне с этой командой он набрал 46 очков (включая 26 голов) за 67 игр регулярного сезона, а затем показал третий результат среди всех участников плей-офф лиги с 12 голами и 6 пасами в 22 играх. В сезоне 2014/15 Пол был включён в молодёжную сборную Канады для участия в чемпионате мира среди молодёжи и завоевал с ней золотые медали, забив 3 шайбы в 7 матчах (в том числе одну в финале против сборной России).
Летом 2014 года «Даллас» передал права на Пола другому клубу НХЛ, «Оттава Сенаторз», в рамках сделки по переходу из «Оттавы» Джейсона Спеццы. В сезоне 2014/15, в свой последний год в «Норт-Бее», он набрал 66 очков по системе «гол плюс пас» в 58 матчах регулярного сезона (2-й результат в команде и 36-й в лиге) и 15 очков в 15 играх плей-офф.
В следующие 4 сезона Пол делил своё время между НХЛ и АХЛ, где играл за основной фарм-клуб «Оттавы» «Бингхэмтон Сенаторз» (с 2017 года — «Белвилл Сенаторз»). Больше времени в эти годы он проводил в АХЛ, но всё же в сезоне 2015/16 сыграл за «Оттаву» 24 матча (дебютировав 16 февраля 2016 года в победной игре против «Баффало Сейбрз»), а в сезоне 2018/19 — 20. В сезоне 2019/20 нападающий наконец прочно вошёл в основной состав клуба НХЛ, сыграв в «Оттаве» за укороченный сезон 56 матчей, забив 9 голов и набрав 20 очков по системе «гол плюс пас». В межсезонье 2020 года клуб подписал с нападающим новый контракт на 2 года на сумму 2,7 млн долларов.
В сезоне 2020/21 Пол играл в «Оттаве» одну из главных ролей, во многих матчах выходя на площадку как капитан звена, и снова набрал 20 очков по системе «гол плюс пас» (5 голов и 15 результативных передач). Клуб номинировал его на Билл Мастертон Трофи — ежегодную награду игроку НХЛ, в наибольшей степени продемонстрировавшему упорство, спортивный дух и верность хоккею. Поскольку «Сенаторз» не попали в плей-офф, Пол вместе с одноклубниками Коннором Брауном и Джейкобом Бернардом-Докером был отобран для участия в чемпионате мира 2021 года в составе национальной сборной Канады. Вместе со сборной они дошли до матча за золотые медали против сборной Финляндии. Пол фигурировал во многих ключевых моментах этой игры: вначале финская команда реализовала большинство, полученное в результате его удаления, затем канадская сборная сравняла счёт также в большинстве после того, как на Поле нарушил правила Микаэль Руохомаа, а в овертайме при игре 3 на 3 двое игроков «Сенаторз» прорвались к воротам финнов и Пол с передачи Брауна забросил «золотую» шайбу. Это был его второй гол за турнир, за который он также сделал две результативных передачи (обе в полуфинальном матче со сборной США, который канадцы выиграли со счётом 4:2).
Перед последней четвертью сезона 2021/22 был обменян в «Тампа-Бэй Лайтнинг» (взамен «Оттава» получила нападающего Матьё Жозефа). За оставшиеся 23 игры регулярного сезона набрал 14 очков по системе «гол плюс пас» и добавил 9 очков за 23 игры плей-офф. В межсезонье подписал новый контракт с «Тампой» сроком на 7 лет на общую сумму 22 млн долларов.

## Статистика
| Легенда | Легенда                    | Легенда | Легенда                   | Легенда | Легенда    |
| ------- | -------------------------- | ------- | ------------------------- | ------- | ---------- |
| И       | Количество проведённых игр | Штр     | Штрафное время            | +/−     | Плюс-минус |
| Г       | Голы                       | П       | Голевые передачи          | О       | Очки       |
| -       | Статистика неизвестна      | —       | Статистика не учитывалась |         |            |